# Coppa Italia di pallacanestro maschile 2002
La Coppa Italia di pallacanestro maschile 2002 è stata la ventiseiesima edizione della manifestazione.
Denominata "Tiscali Cup" per ragioni di sponsorizzazione, si è svolta per la terza volta consecutiva con la formula delle final eight. Il torneo ha avuto luogo al PalaFiera di Forlì dal 20 al 23 febbraio.

## Squadre
Le squadre qualificate sono le prime otto classificate al termine del girone di andata della Serie A 2001-2002.
1. Benetton Treviso
2. Skipper Bologna
3. Kinder Bologna
4. Montepaschi Siena
5. Oregon Scientific Cantù
6. Coop Nordest Trieste
7. Scavolini Pesaro
8. Müller Verona

## Tabellone
|  | Quarti di finale 19-20 febbraio | Quarti di finale 19-20 febbraio | Quarti di finale 19-20 febbraio |                |                   | Semifinali 22 febbraio | Semifinali 22 febbraio | Semifinali 22 febbraio |  |  | Finale 23 febbraio | Finale 23 febbraio | Finale 23 febbraio |
|  |                                 |                                 |                                 |                |                   |                        |                        |                        |  |  |                    |                    |                    |
|  | 1                               | Benetton Treviso                | 75                              |                |                   |                        |                        |                        |  |  |                    |                    |                    |
|  | 8                               | Müller Verona                   | 65                              |                |                   |                        |                        |                        |  |  |                    |                    |                    |
|  | 8                               | Müller Verona                   | 65                              |                | 1                 | Benetton Treviso       | 86                     |                        |  |  |                    |                    |                    |
|  |                                 |                                 |                                 |                | 1                 | Benetton Treviso       | 86                     |                        |  |  |                    |                    |                    |
|  |                                 | 4                               | Montepaschi Siena               | 87             |                   |                        |                        |                        |  |  |                    |                    |                    |
|  | 4                               | 4                               | Montepaschi Siena               | 87             | Montepaschi Siena | 97                     |                        |                        |  |  |                    |                    |                    |
|  | 4                               |                                 |                                 |                | Montepaschi Siena | 97                     |                        |                        |  |  |                    |                    |                    |
|  | 5                               | Oregon Scientific Cantù         | 85                              |                |                   |                        |                        |                        |  |  |                    |                    |                    |
|  |                                 |                                 |                                 |                |                   |                        |                        |                        |  |  | 4                  | Montepaschi Siena  | 77                 |
|  |                                 |                                 | 3                               | Kinder Bologna | 79                |                        |                        |                        |  |  |                    |                    |                    |
|  | 3                               | Kinder Bologna                  | 96                              |                |                   |                        |                        |                        |  |  |                    |                    |                    |
|  | 6                               | Coop Nordest Trieste            | 71                              |                |                   |                        |                        |                        |  |  |                    |                    |                    |
|  | 6                               | Coop Nordest Trieste            | 71                              |                | 3                 | Kinder Bologna         | 82                     |                        |  |  |                    |                    |                    |
|  |                                 |                                 |                                 |                | 3                 | Kinder Bologna         | 82                     |                        |  |  |                    |                    |                    |
|  |                                 | 7                               | Scavolini Pesaro                | 66             |                   |                        |                        |                        |  |  |                    |                    |                    |
|  | 2                               | 7                               | Scavolini Pesaro                | 66             | Skipper Bologna   | 77                     |                        |                        |  |  |                    |                    |                    |
|  | 2                               |                                 |                                 |                | Skipper Bologna   | 77                     |                        |                        |  |  |                    |                    |                    |
|  | 7                               | Scavolini Pesaro                | 86                              |                |                   |                        |                        |                        |  |  |                    |                    |                    |

## Verdetti
- Vincitrice della Coppa Italia: Kinder Bologna

Formazione: Antoine Rigaudeau, Emanuel Ginóbili, Davide Bonora, Alessandro Abbio, Alessandro Frosini, David Andersen, David Brkic, Matjaž Smodiš, Marko Jarić. Allenatore: Ettore Messina.
- MVP: Emanuel Ginóbili - Kinder Bologna